# Podocarpus nubigenus
Podocarpus nubigenus — вид хвойних рослин родини подокарпових.

## Поширення, екологія
Країни поширення: Аргентина (Неукен); Чилі (Айсен, Арауканія, Лос-Лагос, Магальянес і Чилійська Антарктика). В Аргентині має дуже обмежене поширення в провінції Неукен, де росте як поодинокі дерева або в невеликих групах. В Чилі зустрічається в Андах, частинах Центрального зниження і Берегових Кордильєрів. На півдні ареалу в Чилі має тенденцію рости більш спорадично. Компонент вологих вічнозелених лісів, часто на погано дренованих ґрунтах від рівня моря до 1000 м.

## Використання
Деревина високо цінується за гарний колір, довговічність і міцність. Використовується для широкого спектра продуктів, включаючи меблі, внутрішнє оздоблення, підлогу й ремесла. Молоді дерева вирубуються для використання як новорічні ялинки. Вид культивується.

## Загрози та охорона
Постійні рубки є загрозою. Зміна землекористування, яка включає в себе перетворення місць існування виду в комерційні плантації є серйозною загрозою. Має деякий захист в ряді національних парків.